# Anders Jeppsson
Anders Jeppson, född 31 augusti 1827 i Bonderups socken, död där 20 juli 1904, var en svensk bonde och spelman.
Anders Jeppsson var son till bygdespelmannen Jeppa Nilsson. Han övertog ett jordbruksarrende efter fadern, som var en mycket anlitad bröllopsspelman. Jeppson ärvde sin musikaliska begåvning efter fadern, som innehade den ovanliga befattningen som häradsspelman i Torna härad med förordnande av landshövdingen i Malmöhus län. Jeppson använde sig av faderns repertoar, där enbart de nedtecknade melodierna uppgår till över 500 stycken. Vid sidan av de i Skåne vanliga kadriljerna innehåller samlingen omkring 300 olika polskor.